# María Rosa Oliver
María Rosa Oliver (Buenos Aires, 10 settembre 1898 – Buenos Aires, 19 aprile 1977) è stata una scrittrice e attivista argentina.

## Biografia
Soffrì di poliomielite fin dall'età di 10 anni. Insieme all'amica d'infanzia Victoria Ocampo contribuì alla fondazione della prestigiosa rivista letteraria Sur, e sempre con la Ocampo nel 1947 fondò l'associazione Unión de Mujeres de la Argentina ("Unione delle donne d'Argentina", anche nota come UMA), con cui portò avanti battaglie proto-femministe per l'uguaglianza e i diritti civili.
Fu autrice di saggi e novelle, traduttrice e critica letteraria. È particolarmente ricordata per i due libri di memorie, Mundo mi casa (1963) e La vita cotidiana (1969), affreschi fedeli dell'Argentina del suo tempo.
Tra il 1944 e il 1947 collaborò all'Ufficio degli Affari Inter-Americani istituito da Nelson Rockefeller e fu consulente di Henry A. Wallace. Fu attiva in diverse organizzazioni socialiste e pacifiste, e nel 1957 le fu conferito il Premio Lenin per la pace.